# Kermadecký příkop
Kermadecký příkop je hlubokomořský příkop v jihozápadní části Tichého oceánu. Leží zhruba 150 km jihovýchodně od Kermadeckého hřbetu. Od trojmezí, kde se stýká s Tonžským příkopem a Lousvilleským hřbetem, míří k jihojihozápadu a jen lehce se stáčí k jihojihozápadu k Severnímu ostrovu. Je 1270 km dlouhý. Na severu navazuje na Tonžský příkop, na jihu končí v Creanově hlubině (Crean Deep) ležící mezi plošinou Hikurangi a hřbetem East Cape (East Cape Ridge). Dosahuje hloubky 10 047 metrů.
Tichomořská deska se v Kemradeckém příkopu podsunuje pod australskou desku. Je součástí kermadecko-tonžského subdukčního systému. Na subdukční zónu jsou vázána zemětřesení a tsunami.